# Basílica Santuário de Santo Antônio
O  Santuário Basílica de Santo Antônio é um templo católico localizado na região sul da cidade de Vitória, capital do Espírito Santo. É um monumento que recebe vários turistas e onde é encenado o tradicional episódio da paixão de cristo na capital capixaba.

## História
A igreja Matriz de Santo Antônio, localizado no bairro de mesmo nome já não suportava mais o número de fiéis, então em nove de dezembro de 1956, o  novo templo começou a ser construído devido à mobilização do Padre Pavoniano Mateus Panizza, que coordenou um mutirão de moradores e devotos para erguer o templo com mão de obra e doações. A igreja demorou vinte anos para ser concluída.
O edifício possui uma grande cúpula central e quatro semicúpulas, a base em forma de cruz grega. A arquitetura renascentista da igreja de Nossa Senhora da Consolação em Todi na Itália serviu de inspiração para a construção do grande templo. O mestre italiano Alberto Bogani foi o responsável pela pintura dos afrescos no interior da igreja e o artista Carlos Crépaz responsável pelos vitrais e a expressiva escultura do “Cristo Moribundo”.
A paróquia de Santo Antônio foi criada e instalada aos 29 de maio de 1951 por Decreto Canônico do 4º Bispo da Diocese do Espírito Santo, Dom Luiz Scortegagna, antes pertencia a Paróquia de São Pedro de Vila Rubim, e é dirigida pelos Religiosos Filhos de Maria Imaculada (Pavonianos).
A Congregação para o Culto Divino e a Disciplina dos Sacramentos, organismo da Santa Sé de Roma emitiu um Decreto Canônico elevando o Santuário de Santo Antônio à dignidade de BASÍLICA MENOR em 11 de agosto de 2008.